# ASAP Rocky
Раким Ателастон Майерс (англ. Rakim Athelaston Mayers; род. 3 октября 1988, Гарлем, Нью-Йорк), более известный под псевдонимом A$AP Rocky — американский рэпер, музыкальный продюсер и руководитель звукозаписывающей компании. C 2025 года – креативный директор Ray-Ban.
Родился и вырос в Гарлеме, где начал свою музыкальную карьеру как участник хип-хоп коллектива A$AP Mob, от которого и перенял свое прозвище. В августе 2011 года сингл Peso просочился в Интернет и через несколько недель начал транслироваться по радио. Рокки выпустил свой дебютный микстейп Live. Love. A$AP, позже в том же году получивший широкое признание критиков. Успех того, что считается его прорывным проектом, привел к заключению контракта на запись совместного предприятия с Polo Grounds Music и RCA Records от Sony Music.
Его дебютный студийный альбом Long. Live. A$AP (2013) дебютировал на первом месте в Billboard 200 и позже был сертифицирован дважды платиновым Американской ассоциацией звукозаписывающей индустрии (RIAA). Альбому предшествовал прорывной сингл Рокки Fuckin' Problems, который был номинирован на премию "Грэмми" за лучшую рэп-песню 2014 года. В 2015 году Рокки выпустил свой второй альбом под названием At. Long. Last. A$AP, дебютировавший на первое место в Billboard 200 и получивший в основном положительные отзывы музыкальных критиков. Сингл с альбома L$D был номинирован на премию "Грэмми" за лучшее музыкальное видео в 2016 году. В 2018 году Рокки выпустил свой третий альбом Testing, который попал в пятерку лучших в нескольких странах, включая Billboard 200.
Рокки получил премию BET Awards, две премии BET Hip Hop Awards, премию MTV Video Music Awards Japan и премию MTVU Woodie Awards, а также был номинирован на две премии "Грэмми", шесть премий World Music Awards, три премии MTV Video Music Awards и две премии MTV Europe Music Awards. Рокки также снимал музыкальные клипы для себя, Дэнни Брауна и других участников A$AP Mob. Кроме того, он выпускает пластинки под псевдонимом Lord Flacko.

## Биография

### Ранняя жизнь
Раким Ателастон Майерс родился 3 октября 1988 года в районе Гарлем на Манхэттене, пригороде Нью-Йорка. Его отец родом с Барбадоса. У него есть старший брат (умерший) и старшая сестра Эрика. Имена Ракима и Эрики взяты из дуэта Eric B. & Rakim. Его двоюродный брат - член A$AP Mob A$AP Nast.
Рокки начал читать рэп в возрасте девяти лет, когда переехал в Гаррисбург, штат Пенсильвания. Он научился читать рэп у своего старшего брата, который также носил прическу "Косички", которую позже перенял A$AP Rocky. Когда Рокки было 13, его брат был убит в Гарлеме. Смерть Рокки вдохновила его более серьезно отнестись к рэпу. Рокки вырос, восхищаясь гарлемской рэп-группой The Diplomats. На него также оказали влияние Mobb Deep, Three 6 Mafia, UGK, Run DMC, Wu-Tang Clan и Bone Thugs-n-Harmony.
Когда Рокки было 12 лет, его отец попал в тюрьму, и он провел свои подростковые годы, скитаясь по приютам для бездомных вместе с матерью и сестрой. Прожив некоторое время в приюте со своей матерью в Нью-Йорке, он переехал в Мидтаун. Его отец умер в 2012 году.

### 2007-2011: Начало карьеры
В 2007 году A$AP Rocky присоединился к A$AP Mob, гарлемскому коллективу рэперов, продюсеров, режиссеров музыкальных клипов, модельеров и байкеров, которые разделяли схожие интересы в музыке, моде, стиле и искусстве. Она была сформирована A$AP Yams, A$AP Bari и A$AP Illz. В июле 2011 года Рокки выпустил свой сингл "Purple Swag", который быстро стал уличным гимном в Нью-Йорке.
В августе 2011 года сингл Рокки "Peso" просочился в Интернет и в течение нескольких недель транслировался на популярной нью-йоркской радиостанции Hot 97. После того, как он выпустил клип на свою песню "Purple Swag", на него обратили внимание несколько звукозаписывающих лейблов. В октябре он выпустил микстейп "Live. Love. A$AP". Ранее в том же месяце он подписал двухлетний контракт на 3 миллиона долларов с лейблом Брайана Лича Polo Grounds Music, который в то время распространялся подразделением J Records Sony Music Клайва Дэвиса. Подписав контракт со звукозаписывающей компанией, Рокки основал лейбл A$AP Worldwide с A$AP Yams. Однако сделка Рокки с J Records была недолгой, когда 7 октября RCA Music Group объявила, что объединяет J вместе с Arista Records и Jive Records в RCA Records. С закрытием Рокки (и все другие артисты, ранее подписавшие контракты с этими тремя лейблами) будут выпускать будущий материал под брендом RCA. 5 декабря он был номинирован в опросе BBC Sound of 2012 poll.

### 2012-2014: Долгие гастроли иLong. Live. A$AP

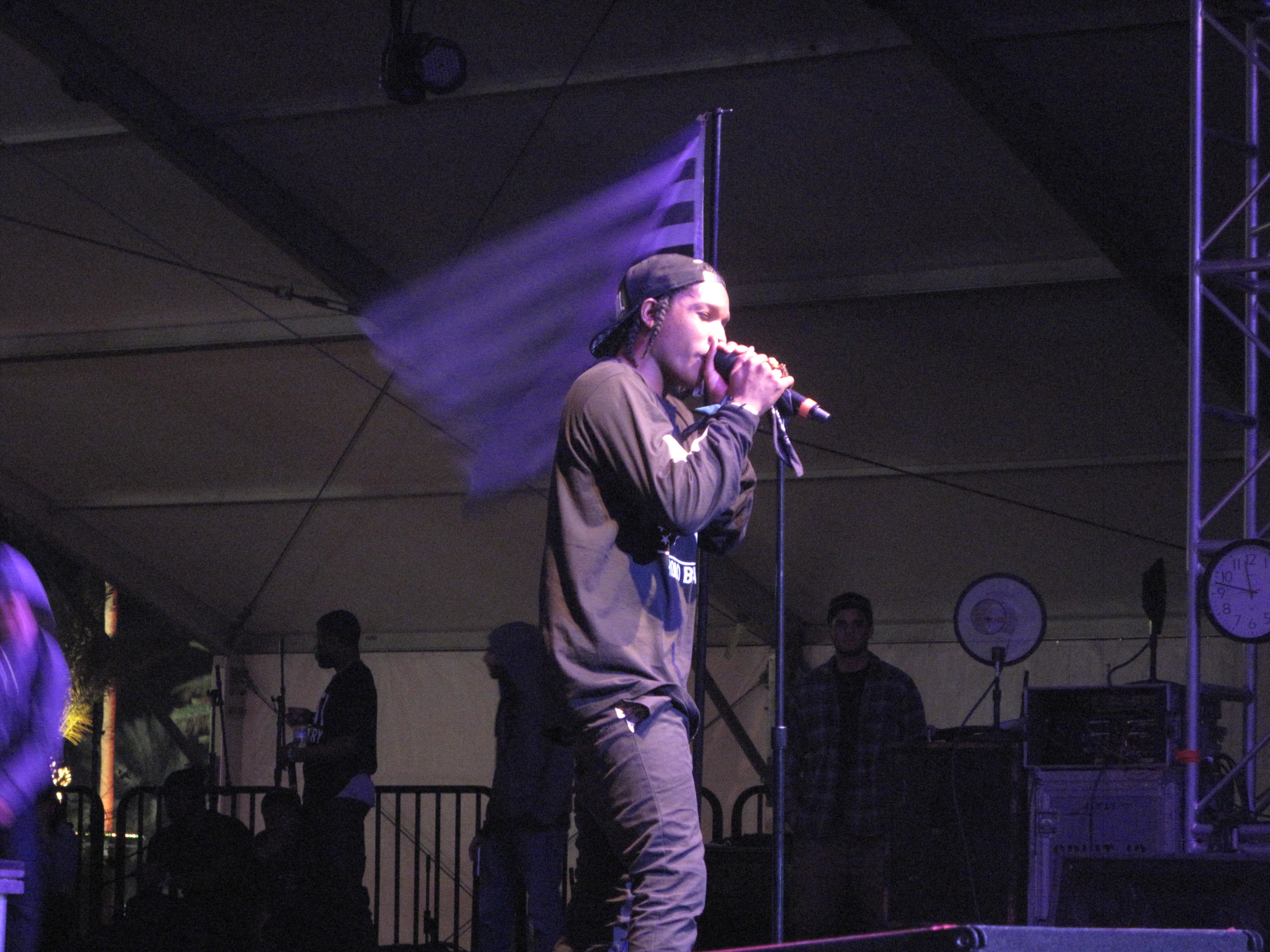
A$AP Rocky выступает на фестивале музыки и искусств в долине Коачелла в 2012 году

В феврале 2012 года Рокки присоединился к Кендрику Ламару на разогреве у Дрейка Club Paradise Tour. В июне SpaceGhostPurrp, основатель базирующегося в Майами коллектива Raider Klan и бывший соратник Рокки, обвинил A$AP Twelvyy в нападении на Мэтта Ступса из Raider Klan и впоследствии отделился от A$AP Mob и Рокки в видео на YouTube. Он и Raider Klan также обвинили A$AP Mob в копировании их стиля, а Рокки - в использовании текстов из песни SpaceGhostPurrp "My Enemy" на "Goldie". Рокки ответил в июльском интервью для MTV, сказав, что SpaceGhostPurrp "пытается создать шумиху", и посоветовал ему "продолжать создавать биты".
В июле 2012 года Рокки выступил на музыкальном фестивале Pitchfork Music Festival. Его дебют на телевидении должен был состояться 20 июля в программе "Late Night with Jimmy Fallon", но накануне вечером он был арестован по подозрению в участии в драке с 21-летним артистом iRome. Драка произошла в центре Манхэттена, и представление было отменено. После того, как концерт был перенесен на 21 августа, Рокки исполнил "Goldie" на шоу. 6 сентября он также исполнил приглашенный рэп на песню Рианны "Cockiness (Love It)" на MTV Video Music Awards 2012.
Рокки записал свой дебютный студийный альбом "Long. Live. A$AP" вместе с несколькими продюсерами, такими как Clams Casino, Hit-Boy, Friendzone, A$AP Ty Beats, Soufein3000 и Joey Fat Beats. "Goldie" была выпущена в качестве первого сингла с альбома 27 апреля. 27 августа его команда A$AP Mob выпустила микстейп "Lords Never Worry" для бесплатного скачивания. В период с сентября по ноябрь Рокки продвигали альбом в рамках 40-дневного национального концертного тура "Long Live ASAP Tour", на разогреве у которого выступили ScHoolboy Q, Дэнни Браун и A$AP Mob. "Long. Live. A$AP" был выпущен 15 января 2013 года и получил в основном положительные отзывы критиков. Альбом дебютировал на первом месте в Billboard 200, продажи за первую неделю составили 139 000 копий в Соединенных Штатах. По состоянию на 13 марта 2013 года было продано 284 000 копий. 16 марта 2015 года, "Long. Live. A$AP" получил золотой сертификат Американской ассоциации звукозаписывающей индустрии (RIAA) за продажу 500 000 копий в Соединенных Штатах.
12 апреля 2013 года в интервью радиостанции Wild 94.9 Рокки рассказал, что работает над инструментальным альбомом, который планирует выпустить без предварительного уведомления. Он даже обсуждал свои любимые музыкальные клипы и говорил о своем желании сотрудничать с ветераном рэперской деятельности André 3000. 21 июня Рокки сообщил MTV News, что он завершил работу над своим дебютным инструментальным альбомом, который в основном состоит из инструментальных треков, ориентированных на эмбиент, под названием "Beauty & The Beast: Slowed Down Sessions (Chapter 1)". Первоначально планировалось, что он выйдет летом для бесплатного скачивания. Однако выпуск этого альбома был отложен, и дата выхода не была объявлена. Рокки предварительно просмотрел два фрагмента, которые вошли бы в сборник "Beauty & The Beast: Slowed Down Sessions (Chapter 1)", под названием "Riot Rave" и "Unicorn". Проект не был выпущен по состоянию на 2022 год.

### 2015-2017:At. Long. Last. A$AP

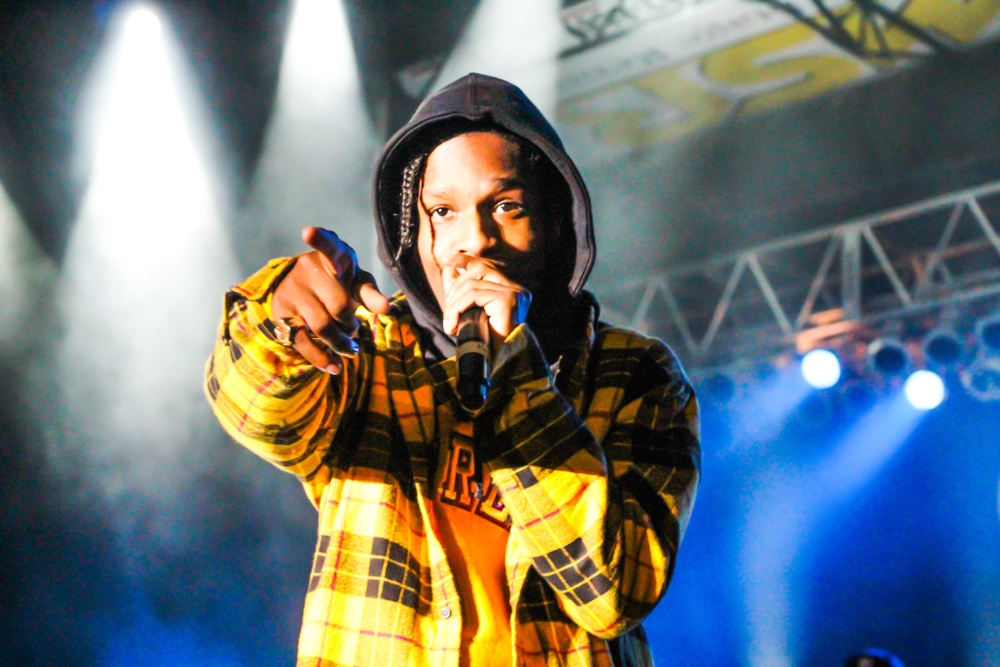
A$AP Rocky в 2013 году

16 марта 2014 года Рокки объявил, что работает над своим вторым студийным альбомом под названием "A.L.L.A." (аббревиатура от "At. Long. Last. A$AP"), который стал продолжением его дебютного альбома "Long. Live. A$AP". После задержки выхода альбома ASAP Mob, "L.O.R.D.", Рокки впоследствии сотрудничал с когортами A$AP Ferg, A$AP Nast и A$AP Twelvyy над третьим синглом альбома, "Hella Hoes", который был выпущен 6 июня 2014 года. Тем не менее, лидер A$AP Mob A$AP Yams объявил в своем аккаунте на Tumblr, что альбом был отложен.
3 октября 2014 года, в свой 26-й день рождения, Рокки запустил недолговечный музыкальный розыгрыш под названием Flacko Jodye Season, премьера которого состоялась с песней "Multiply", в которой был добавлен вокал Juicy J; позже она была выпущена на iTunes через неделю после премьеры.
В канун Нового 2015 года Рокки выпустил главный сингл со своего второго альбома "Lord Pretty Flacko Jodye 2 (LPFJ2)", продолжение "Pretty Flacko". Затем, 18 января, через семнадцать дней после выхода сингла, наставник и партнер Рокки, Стивен "A$AP Yams" Родригес, скончался в возрасте 26 лет. Однако позже в некоторых сообщениях говорилось, что причиной смерти Ямса была признана острая смешанная наркотическая интоксикация, в то время как Рокки и несколько членов A$AP Mob и аффилированных лиц заявили, что покойный лидер коллектива умер из-за апноэ во сне, которое вызвало асфиксию и легочную аспирацию. Через несколько недель после смерти Ямса Рокки рассказал об этом в "At. Long. Last. A$AP" исполнительным продюсером A$AP выступил рэпер Juicy J, продюсеры Danger Mouse, Рокки и Yams сами.
В 2015 году Рокки появился в эпизодической роли в инди-комедийно-драматическом фильме "Наркотик". Премьера фильма состоялась на кинофестивале "Sundance" 21 января 2015 года. Он открылся во всех кинотеатрах 12 июня. Там, на мероприятии, Рокки объяснил свои чувства и скорбь по поводу смерти своего собственного друга и партнера; исполнил "Multiply" на сцене как посвящение его любящей памяти, за несколько минут до того, как убежал за кулисы, чтобы успокоиться.
В марте 2015 года Рокки сказал в интервью MTV News, что он создал такие песни, как "Wild For The Night" и "Fuckin' Problems", для коммерческого успеха мейнстрима, и что теперь он ненавидит эти песни.
8 апреля 2015 года рэпер выпустил песню под названием "M'$", дебютировавшую во время интервью Red Bull Music Academy, и была выпущена в iTunes Store два дня спустя, однако было объявлено, что песня не является официальным синглом с альбома. Альбом, однако, включал ремикшированную версию трека, в которой второй куплет Рокки был заменен на гостевой куплет Lil Wayne. 9 мая Рокки представил обложку альбома на своей официальной странице в Instagram с подписью "НАКОНЕЦ-то...". В тот же день он выпустил альтернативное оформление альбома и второй сингл с альбома под названием "Everyday" с участием Рода Стюарта, Мигеля и Марк Ронсон (последний из которых также спродюсировал трек вместе с Эмилем Хейни). Рокки также объявил, что дата выхода "A.L.L.A." была перенесена на 2 июня 2015 года; однако 25 мая 2015 года, около 18:00 вечера по восточному времени, альбом просочился в Интернет, примерно за неделю до его ожидаемого релиза. Впоследствии Рокки написал в Twitter, что альбом выйдет в полночь (26 мая), изменив дату на неделю раньше.
После его выхода, "At. Long. Last. A$AP" получил в целом положительные или смешанные отзывы музыкальных критиков. В целом, альбом был поддержан выпуском трех синглов: "Lord Pretty Flacko Jodye 2 (LPFJ2)", "Everyday" и "L$D". "At. Long. Last. A$AP" дебютировал на первом месте в Billboard 200, разошедшись тиражом 116 000 копий в Соединенных Штатах. В заключение этого, это также дало Рокки его второй альбом подряд на первом месте в чартах на сегодняшний день. В Канаде альбом дебютировал на первом месте, разошедшись тиражом в 11 000 копий. Альбом провел еще две недели за пределами первой десятки Billboard 200. По состоянию на июль 2015 года в Соединенных Штатах было продано 215 000 копий альбома. По состоянию на июнь 2015 года в Соединенном Королевстве было продано 60 662 экземпляра. Однако, несмотря на то, что это его второй альбом подряд под номером один, "At. Long. Last. A$AP". Продажи, эквивалентные продажам альбомов, начали снижаться, став самым продаваемым альбомом Рокки за всю его карьеру.
11 июня 2015 года Рокки был показан на "The Tonight Show Starring Jimmy Fallon", где он исполнил песню "L$D" вместе с The Roots. В июне было подтверждено, что он был показан на сингле Селены Гомез "Good for You". В июне 2015 года он появился в сегменте "Carpool Karaoke" шоу "The Late Late Show with James Corden" вместе с Родом Стюартом и ведущим Джеймсом Корденом.
Рокки фигурирует в треке "Blended Family (What You Do for Love)", написанном совместно с Алишей Киз для ее шестого студийного альбома "Here в 2016 году. Он также фигурирует в двух треках с альбома "Lust for Life" 2017 года Ланы Дель Рей. Треки называются "Summer Bummer", в котором также участвуют Playboi Carti и "Groupie Love". Он также был на песне Famous Dex "Pick It Up", выпущенном в октябре 2017 года.
В феврале 2025 года A$AP Rocky стал креативным директором Ray-Ban. В новой роли он займется перезапуском Ray-Ban Studios — суббренда Ray-Ban, созданного в 2016 году. Первую коллекция под его креативным руководством — Blacked Out Collection — мир увидит в апреле 2025 года.

## Личная жизнь
Раким сказал, что, хотя он вырос в христианской семье, он не любит ходить в церковь, и вместо этого имеет «[свои] собственные отношения с Богом ... Я молюсь каждый день перед сном». Он говорил о своих религиозных взглядах в песне «Holy Ghost». Во время заключения A$AP Rocky в Швеции в 2019 году он молился, чтобы занять себя чем-нибудь.
В 2011 году Раким начал встречаться с австралийской хип-хоп-исполнительницей Игги Азалией. Последняя, в интервью журналу Vibe, подтвердила, что встречается с Ракимом. В то время, как пара находилась в отношениях, Азалия сделала на пальцах татуировку «Live.Love.A$AP»; позже, когда пара рассталась, австралийка вычеркнула слово «A$AP».
Раким был пескетарианцем. В 2019 году он заявил, что является веганом.
В 2017 году спровоцировал слухи о его отношениях с  Кендалл Дженнер, проводя время в её компании, в том числе и на Met Gala.
30 июня 2019 года Раким и его команда устроили массовую драку в Швеции, куда он приехал, чтобы выступить в качестве хэдлайнера на хип-хоп фестивале Smash. Окружной суд Стокгольма 5 июля принял решение взять рэпера под стражу. 19 июля суд продлил арест ещё на неделю. В поддержку артиста выступили много известных личностей, в том числе президент США — Дональд Трамп, после телефонного разговора с рэпером Канье Уэстом. 2 августа Раким был освобожден из под стражи с разрешением на вылет из страны. 14 августа Роки был признан виновным судом Швеции и приговорен к условному сроку и штрафу размером 1300 долларов.
В 2021 году Раким объявил, что он в отношениях с Рианной.
31 января 2022 года появилась информация, что пара ожидает первенца. 13 мая 2022 года родился сын.
12 февраля 2023 года во время выступления Рианны на Суперкубке стало известно, что пара ждёт второго ребёнка. 1 августа 2023 года родился второй сын.

## Проблемы с законом

### Нападение в Швеции
В июле 2019 года Майерс был арестован сначала за тяжкое, затем за простое нападение в Стокгольме, Швеция, после уличной стычки с мужчиной по имени Мустафа Джафари и другим человеком, в которой участвовали Майерс и трое из его окружения 30 июня. Джафари был избит, пинали ногами и порезали разбитыми бутылками, когда он лежал на земле. Он получил несколько порезов, требовавших наложения швов, и перелом ребра.
Майерс загрузил два видео инцидента в Instagram. В первом он и его окружение неоднократно просят двух молодых людей, включая Джафари, перестать их преследовать, в то время как тот жалуется на свои наушники. Во втором, составленном из разных кадров, показано, как во время потасовки наушники Джафари ломаются, и он ударяет ими телохранителя Майерса. Также на видео видна женщина, обвиняющая двух мужчин в приставаниях.
Адвокат защиты Майерса, Хенрик Олссон Лилья, утверждал, что его клиент действовал в целях самообороны после нападения со стороны Джафари.
Майерс был признан виновным в нападении, получил условное тюремное заключение и был обязан выплатить 12 500 крон компенсации пострадавшему.

### Стрельба в Голливуде
20 апреля 2022 года рэпер Раким Майерс, более известный как A$AP Rocky, был арестован офицерами LAPD в аэропорту Лос-Анджелеса после отдыха с его партнершей Рианной. Ему предъявили обвинение в нападении с применением смертоносного оружия в связи со стрельбой, произошедшей в Голливуде 6 ноября 2021 года.
Пострадавший, переживший инцидент, был идентифицирован как бывший друг и соратник Майерса, Террелл Эфрон, известный под псевдонимом ASAP Relli. Суд назначил залог в размере $550 000, после чего музыкант был вскоре освобождён.
После ареста детективы провели обыск в его доме, вскрыв ворота ломом. Следователи изъяли несколько коробок с возможными уликами. Однако на месте преступления гильзы обнаружены не были, а отпечатков пальцев на патронах, которые позже передал полиции Эфрон, не оказалось. Оружие, предположительно использовавшееся в инциденте, так и не нашли в доме музыканта. Тем не менее, камеры наблюдения зафиксировали мужчину в худи, которого опознали как Майерса, с предположительно пистолетом в руках.
15 августа 2022 года Окружная прокуратура Лос-Анджелеса официально предъявила Майерсу обвинения.
20 ноября 2023 года судья М. Л. Виллар постановила, что имеется достаточно доказательств для передачи дела в суд, выслушав показания двух свидетелей в ходе предварительных слушаний. В тот же день было назначено начало судебного процесса на 8 января 2024 года.
8 января 2024 года Майерс не признал себя виновным, а следующий судебный процесс был назначен на 6 марта 2024 года. Однако в назначенный день он не явился в суд.
23 мая 2024 года суд назначил дату начала разбирательства на 21 октября 2024 года. Также были запланированы предварительные слушания на 28 июня и 2 августа.
21 октября 2024 года судья Марк Арнольд перенес дату отбора присяжных на 12 ноября 2024 года. На следующий день, однако, состоялось еще одно предварительное слушание, после которого суд вновь перенес дату начала процесса – на 21 января 2025 года.
Судья разрешил вести видеосъемку практически всего процесса, что является исключением для судов округа Лос-Анджелес.

## Дискография
- Long. Live. ASAP (2013)
- At. Long. Last. ASAP (2015)
- Testing (2018)
- Don't Be Dumb (TBA)

## Фильмография

### Фильмы
| Год  | Название                                     | Роль        | Комментарий    |
| ---- | -------------------------------------------- | ----------- | -------------- |
| 2015 | Наркотик                                     | Дом         |                |
| 2015 | Джереми Скотт: Народный дизайнер             | Сам себя    | Документальный |
| 2016 | Образцовый самец № 2                         | Сам себя    |                |
| 2016 | Поп-звезда: не переставай, не останавливайся | Сам себя    |                |
| 2018 | Всем встать                                  | Уильям Кинг |                |
| 2025 | Рай и ад                                     | Янг Фелон   |                |

### Телевидение
| Год  | Название        | Роль         | Комментарий                          |
| ---- | --------------- | ------------ | ------------------------------------ |
| 2016 | Звери           | Bodega Cat 2 | Эпизод: «Flies»                      |
| 2016 | Шоу Эрика Андре | Сам себя     | Эпизод: «Stacey Dash; Jack McBrayer» |

### Видеоигры
| Год  | Видеоигра               | Роль     | Комментарий |
| ---- | ----------------------- | -------- | ----------- |
| 2016 | Marvel Avengers Academy | Сокол    | Голос       |
| 2022 | Need for Speed Unbound  | Сам себя | Персонаж    |

### Музыкальные видео
| Год  | Название                                         | Артист                  | Роль                |
| ---- | ------------------------------------------------ | ----------------------- | ------------------- |
| 2012 | «National Anthem»                                | Лана Дель Рей           | Джон Ф. Кеннеди     |
| 2013 | «Hold On, We’re Going Home»                      | Дрейк                   | Приглашенная звезда |
| 2013 | «White Walls» (при участии Скулбой Кью и Hollis) | Macklemore & Ryan Lewis | Приглашенная звезда |
| 2015 | «Picture Me Rollin'»                             | Крис Браун              | Приглашенная звезда |
| 2016 | «Reminder»                                       | The Weeknd              | Приглашенная звезда |
| 2016 | «Surfin’»                                        | Кид Кади                | Приглашенная звезда |
| 2016 | «Nikes»                                          | Фрэнк Оушен             | Приглашенная звезда |
| 2017 | «See You Again»                                  | Tyler, the Creator      | Приглашенная звезда |
| 2017 | «Who Dat Boy/911»                                | Tyler, the Creator      | Приглашенная звезда |
| 2017 | «Magnolia»                                       | Playboi Carti           | Приглашенная звезда |
| 2019 | «Issues/Hold On»                                 | Тейяна Тейлор           | Приглашенная звезда |